# 누온 찌어

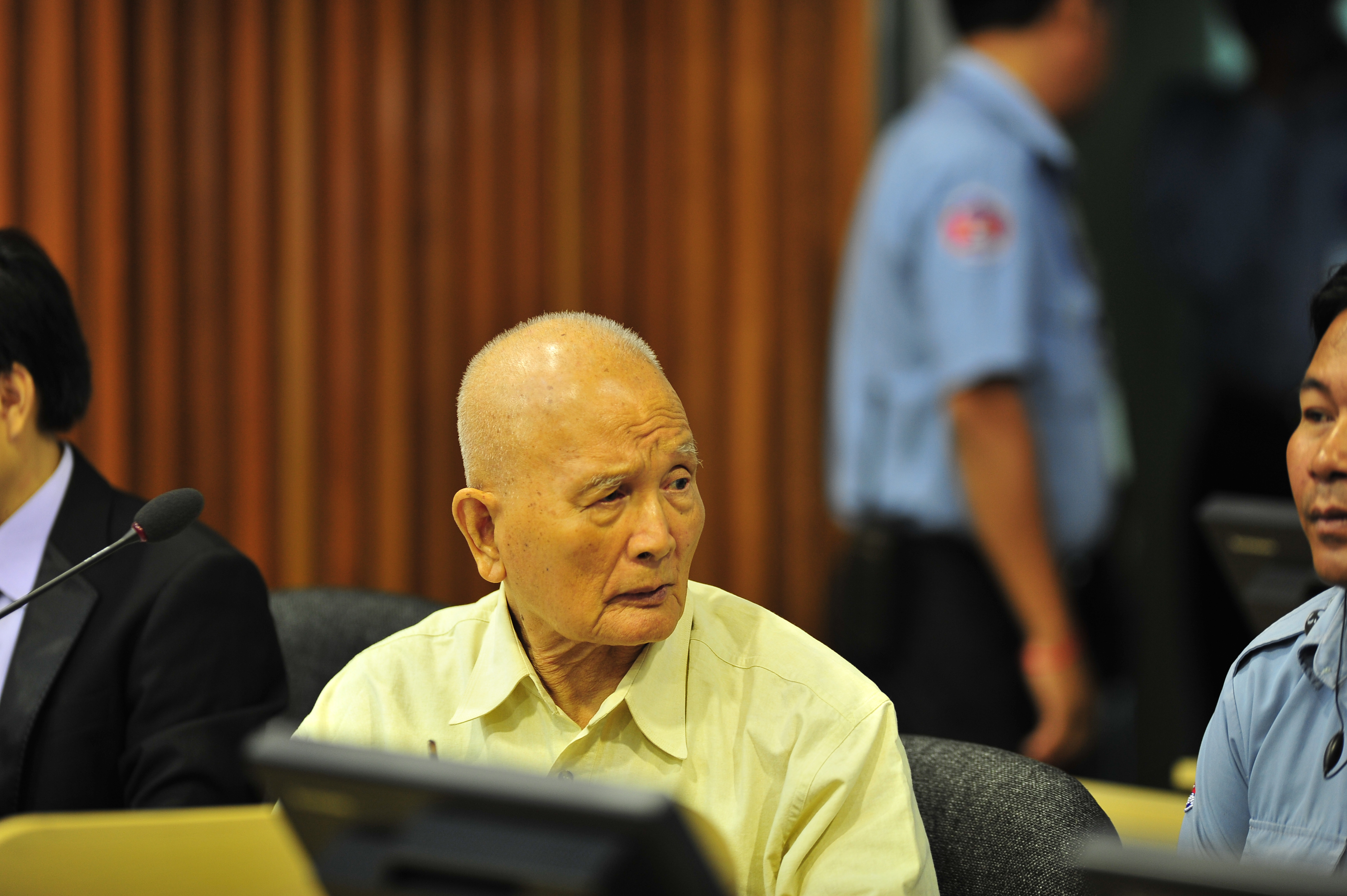
누온 찌어 (2011)

누온 찌어(Nuon Chea, 1926년 7월 7일 ~ 2019년 8월 4일)은 캄보디아의 정치가로 크메르루즈, 폴 포트 파 간부 중 한 명이다. 동 파에서는 서열 2위의 지위에 있다.

## 경력
- 1926년 - 캄보디아 바탐방 주에서 태어났다. 생가는 부유한 화교 가정이었다고 한다.
- 1950년 - 태국 공산당에 입당.
- 1951년 - 인도차이나 공산당에 전입 후 크메르 노동자당 (후 캄보디아 공산당) 결성에 참여.
- 1975년 - 캄보디아 전국인민대표대회 상무위원회 위원장에 취임. 폴 포트에 이어 2인자로 지목되었다.
- 1979년 - 베트남의 침공으로 정권이 붕괴되자 게릴라 활동을 하였다.
- 1998년 - 현 정부에 투항. 사면을 받고 석방 후 파일 린에 거주 옮긴다.
- 2007년 - 캄보디아 특별 법정에 구속된다.
- 2019년 - 2019년 8월 4일 사망한다.

## 같이 보기
- 캄보디아 내전